# Тома, Альбер
Альбер Тома (фр. Albert Thomas, 16 июня 1878 года — 8 мая 1932 года) — французский министр-социалист, основатель и председатель Международной организации труда, историк. Почётный гражданин Москвы.

## Биография
Окончил Высшую нормальную школу. Как социалист был близким учеником Геда. В 1905—1914 годах сотрудничал в газете L’Humanité. В 1904 году избран в муниципальный совет Шампиньи. В 1910 году избран в Палату депутатов, переизбран в 1914-м. Был членом комиссий по общественным работам, железным дорогам и финансам.
В годы Первой мировой войны Тома был её ярым сторонником, занимая социал-шовинистические позиции. После начала войны ему в октябре 1914 года была поручена организация производства боеприпасов. В мае 1915 года назначен заместителем государственного секретаря по боеприпасам и военному снаряжению, а в 1916-м занял специально созданную должность министра вооружений.
После Февральской революции ездил в Россию, где вёл переговоры с Временным правительством и Петроградским советом, агитируя против выхода России из Первой мировой войны.
Из Парижа приехал французский министр военного снабжения Альбер Тома. Он появился у нас, чтобы уговорить «доблестный русский народ» остаться верным союзникам и не выходить из войны. Этот коротконогий рыжебородый человек в изящном сюртуке показал в своих речах непревзойденный пример крика и выразительного жеста. Как-то он говорил с балкона резиденции комиссара Временного правительства. Тома говорил по-французски. Вряд ли в толпе, слушавшей его, был хоть десяток людей, знавших этот язык.
Толпа состояла главным образом из солдат и жителей московских окраин. Но в речи Тома все было понятно и без слов. Тома, прыгая на согнутых ногах по балкону, наглядно показал, что произойдет, по его мнению, с Россией, если она выйдет из войны. Он подкрутил усы на манер Вильгельма, сделал хищные глаза, высоко подпрыгнул и стремительно схватил в воздухе за горло воображаемую Россию. При этом он испускал воинственные крики и рычал, как бешеный тигр.

Эта страшная пляска Вильгельма над поверженным телом России длилась несколько минут. Толпа, пораженная цирковым зрелищем, затаила дыхание.Паустовский К. Г.
С 1919 года — председатель Международной организации труда при Лиге Наций. Занимал этот пост до своей смерти в 1932 году.

## Сочинения
Автор ряда исторических трудов, включая книгу «Вторая империя. 1852—1870» (1907).
- Тома А. Вторая Империя (1852—1870). Жорес Ж. Франко-Прусская война. — Санкт-Петербург: Даль, 1908. — X, 387 с. — (Социальная история: 1789—1900; Т. 10-11)